# Godshuis Sint-Joos

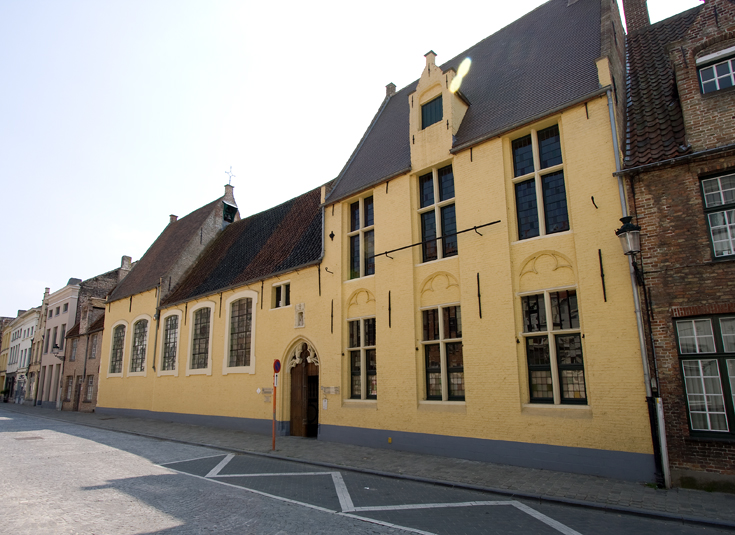
Straatgevel van de godshuizen Sint-Joos in de Ezelstraat

Sint-Joos is een geheel van godshuizen en kapellen gelegen in de Ezelstraat in Brugge.

## Geschiedenis
Het Hospitaal Sint Joos werd oorspronkelijk opgericht als een passantenhuis, dat tijdelijk onderdak bood aan daklozen, zwervers en arme pelgrims. Het was gebouwd tegenaan de vesting, dicht bij de Ezelpoort, enkele jaren voor 1350 door Jan Scalleballe, Jacob de Mey en die zijn vrouw Liesbette, en bestond uit een huis en negen aanpalende 'cameren' of godshuizen. In 1352 schonken de stichters de eigendom aan de Sint-Joosgilde, waar ze alle drie lid van waren.
Tegen het einde van de veertiende eeuw werd het gasthuis overgebracht naar de huidige locatie in de Ezelstraat. De gilde van Sint-Joos bestond al voor 1287 en telde vooraanstaande Brugse poorters en poorteressen als leden. Het bestuur werd voorgezeten door een deken. In 1462 werd de functie door Lodewijk van Gruuthuse waargenomen. De stichting werd verder uitgebouwd, dankzij giften van de leden. Een van de voornaamste schenkers was de Brugse edelman en poorter Joos de Bul (†1488), gastheer in 1471 van de gevluchte koning Eduard IV van Engeland. Met de giften werden verschillende aanpalende huizen aangekocht. In 1449 werd de kapel van de stichting ingewijd.
Tegen het einde van de zestiende eeuw werd het passantenhuis omgevormd tot een bejaardenhuis, voornamelijk voor de oude leden van de gilde van mandendragers of 'beurdenaars'. Vervolgens stichtte Joos Lambrecht (†1593), kanunnik van de Sint-Donaaskathedraal, in 1585 een godshuis voor twaalf bejaarde mannen. De Sint-Joosgilde en de gilde van de beurdenaars bleven nauw betrokken bij het bestuur van de godshuizen en bij de keuze van de bewoners.
In 1758-1760 werden veertien kamers gebouwd, naar een ontwerp van Emmanuel Van Speybroeck (†1787).
Nadat de Commissie van Burgerlijke Godshuizen eigenaar was geworden, verbleven er zoals voordien achttien mannen in Sint-Joos. De toestand van de gebouwen ging echter achteruit en tegen het einde van de negentiende eeuw was de kapel nog slechts een stapelplaats, terwijl de huisjes een na een leeg kwamen te staan.
Er kwam verbetering in 1924 door een grondige verbouwing, waarbij veertien kamers tot vier woningen werden verbouwd. In 1955 werden vijf huisjes bijgebouwd. In 1994 werden opnieuw werken uitgevoerd en bleven er in totaal nog vijf woningen over.
Wat de kapel betreft, die rijkelijk was begiftigd, maar tegen het einde van de achttiende eeuw in verval was geraakt, werd vanaf 1957 begonnen met restauratiewerken, die uitmondden in een bestemming als oecumenische kapel, met openstelling voor de eredienst in 1992. Vanaf 1995 werd de kapel ook in gebruik genomen voor de orthodoxe eredienst. Na enkele jaren werd ze volledig als orthodoxe kerk ingericht voor de parochie van de heiligen Constantijn en Helana. De oecumenische kapel verhuisde naar de ernaast gelegen voormalige huisbewaarderswoonst van het passantenhuis.
Het hele complex Sint-Joos, gevels en daken, is sinds 1974 als monument beschermd.